# イ・ヒョンソン
イ・ヒョンソン（이현선、Lee Hyeon Seon、1965年9月24日 - ）は大韓民国の女性声優。

## 出演作品
※太字は主役・ヒロイン・メインキャラクター。

### 日本アニメ
- おにいさまへ… (御苑生奈々子) ※トゥーニバース放送版
- 怪盗セイント・テール (深森聖良)
- カードキャプターさくら (大道寺知世、秋月奈久留)
- 十二国記 (中嶋陽子)
- 十二戦支 爆烈エトレンジャー (クリーム、赤の珠献) ※KBSテレビ放送版
- スーパードール★リカちゃん (香山リカ)
- 出ましたっ!パワパフガールズZ (赤堤ももこ / ハイパー・ブロッサム、ブリック)
- 伝説の勇者ダ・ガーン (香坂ひかる) ※KBSテレビ放送版
- ハロー!レディリン (セーラ・フランシス・ラッセル、ソフィ・モンゴメリ)
- 姫様ご用心 (美涼葵)
- 爆走兄弟レッツ&ゴー!! (佐上ジュン)
- BLACK CAT (サヤ＝ミナツキ、キリサキ キョウコ)
- 魔法少女プリティサミー (天野美紗緒 / ピクシィミサ)

### 韓国アニメ
- オリンポスガーディアン  (プシュケ)
- 英魂機兵 Lazenca (リア)
- 幻影闘士バストフレモン（プリン）
- 太極千字文 (セナ)

### 海外アニメ
- トイ・ストーリー シリーズ (ボー・ピープ)
- バグズ・ライフ (アッタ姫)
- Mr.インクレディブル (カーリ・マッキーン)

### ゲーム
- 新世紀エヴァンゲリオン 鋼鉄のガールフレンド (綾波レイ、霧島マナ)

### 吹き替え
- チャイニーズ・ゴースト・ストーリー3（シュ・チェ（王祖賢）) ※KBSテレビ放送版